# Samsula-Spruce Creek
Samsula-Spruce Creek è un census-designated place (CDP) degli Stati Uniti d'America, situato in Florida, nella contea di Volusia.